# Motograph News Bulletin
Le Motograph News Bulletin (surnommé le Zipper) est un bandeau d'information en continu électromécanique installé par le New York Times en 1928 sur la façade extérieure de la Times Tower située dans le quartier de Times Square à Manhattan, dans la ville de New-York aux États-Unis. Ce mécanisme permettait d'afficher et de faire défiler des messages courts, en lettres lumineuses, résumant en temps réel les moments forts de l'actualité.

## Technique

### Afficheur
L'afficheur extérieur du Zipper avait la forme d'un bandeau faisant tout le tour de l'immeuble au niveau du 3e étage (4th Floor), il était constitué de 14 800 ampoules électriques réparties régulièrement dans un cadre rectangulaire de 115 mètres de long sur 1,5 mètre de haut. Chaque lettre du message affiché était inscrite dans une matrice de 12 ampoules verticalement et 7 horizontalement. Toutes ces ampoules étaient raccordées par plus de 482 kilomètres de câbles au dispositif permettant de composer les messages à afficher.

### Composition des messages
Pour composer les messages, un opérateur plaçait de fines plaques métalliques rectangulaires (de 19 cm sur 7,6 cm), portant chacune en relief une des lettres du message, sur un cadre situé sur un ruban en mouvement. Celui-ci se déplaçait au dessus d'un champ de brosses métalliques permettant d'établir le contact électrique entre les lettres et les ampoules de l'afficheur lumineux.

## Histoire

### Création et installation
L'équipement a été développé par deux ingénieurs et entrepreneurs, Frank C. Reilly et Francis E.J. Wilde, associés dans la Motogram Company. Des afficheurs lumineux existaient déjà à l'époque, mais Wilde avait breveté des systèmes qui amélioraient cette technologie.
En 1926 Reilly propose à Adolph Ochs, propriétaire du New-York Times et Arthur Hays Sulzberger, son gendre et adjoint, d'entourer la Times Tower d'un afficheur de lettres en mouvement (Moving Letters Sign). Le contrat est signé le 26 juillet 1928.
L'installation a duré 8 semaines et il a fallu travailler jusqu'à 24 heures par jour pour pouvoir finir juste à temps afin de pouvoir annoncer le résultat de l'élection présidentielle du 6 novembre 1928. Le Times ne souhaitait pas payer plus de 50 000 $ pour le dispositif, mais il s'agissait d'un équipement complétement nouveau et unique en son genre et le projet s'avéra plus difficile et coûteux qu'imaginé. Il coûta finalement 80 000 $ à la Motogram, ce qui entraîna de l'animosité entre les deux parties.
La première information a été affichée le 6 novembre 1928, il s'agissait de la victoire d'Herbert Hoover sur Al Smith à l'élection présidentielle. Le texte indiquait alors : HOOVER DEFEATS AL SMITH (« Hoover a battu Al Smith »).
Dans son édition du 8 novembre, le New York Times présente l'équipement dans un article intitulé HUGE TIMES SIGN WILL FLASH NEWS.

### Les années de fonctionnement en continu
Dans la période qui suit, bien souvent des informations très importantes sont affichées avant même qu'elle ne soient diffusées à la radio. Très vite il devient emblématique de Times Square et de New-York. Les gens ont tendance à se rassembler devant lui pour y lire les informations importantes, il apparait dans des films.
Dans les années 30, lorsque Roosevelt fait ses célèbres conversations au coin du feu, les chauffeurs de taxi qui circulent à Times Square ont l'habitude de rouler vitres ouvertes et en augmentant le volume de leur radio permettant ainsi aux passants d'entendre le président en direct tout en lisant en même temps ses principales phrases sur le Zipper, ce qui en fait le premier vrai événement multimédia à Times Square, selon Tama Starr (en), présidente de Artkraft Strauss et descendante d'une famille très impliquée dans les affichages spectaculaires de Times Square.
Le Motograph reste allumé sans discontinuer jusqu'au 18 mai 1942, où il est contraint d'être éteint provisoirement pour respecter le dim-out imposé par l'autorité militaire.
Le matin du 14 août 1945 (V-J Day) à 7h03 (heure locale), le Motograph affiche le message suivant : ***OFFICIAL - TRUMAN ANNOUNCES JAPANESE SURRENDER*** (« Officiel - Truman annonce la reddition japonaise »). James Torpey, l'électricien responsable du fonctionnement de l'installation et de la composition des messages, avait travaillé pratiquement 24 heures d'affilée pour s'assurer de la bonne diffusion du message. C'est lui qui a l'idée d'afficher des étoiles aux extrémités du message, elles représentaient les trois branches des forces armées américaines,. Environ 750 000 personnes convergent vers Times Square pour lire cette annonce. Plus jamais le Motograph n'attirera un tel nombre de personnes, sans doute du fait de la concurrence de la télévision

### Les années de fonctionnement par intermittence
Le Zipper est en service jusqu'en 1961 lorsque le New York Times déménage son siège social. En 1963, la tour est rachetée et rénovée par Allied Chemical. Le bandeau est remis en service en 1965 mais désormais il ne sera exploité que de façon intermittente avec des périodes d'inactivité de parfois plusieurs années.
En 1975, le bandeau est éteint. Il est loué en 1980 par le journal new-yorkais Newsday qui le remet en service. Mais en décembre 1994, Newsday annonce qu'il ne renouvellera pas le bail à son expiration le 31 décembre. La vice-présidente des Affaires publiques du journal, Chiara Coletti, explique que le Zipper n'est pas rentable : « Frankly, there's not that much bang for the buck » (« Franchement, on n'en a pas tant que ça pour notre argent »).
Dans les années suivantes Life Magazine a également loué le bandeau. Depuis 1995 c'est la société Dow Jones and Company qui le sponsorise.

### Le nouveau bandeau
En 1997, le Zipper est remplacé par un nouveau bandeau d'information utilisant des technologies plus récentes : informatique et affichage par 227 200 LED de couleur ambre. Les informations sont désormais affichées automatiquement à partir du contenu du Wall Street Journal.

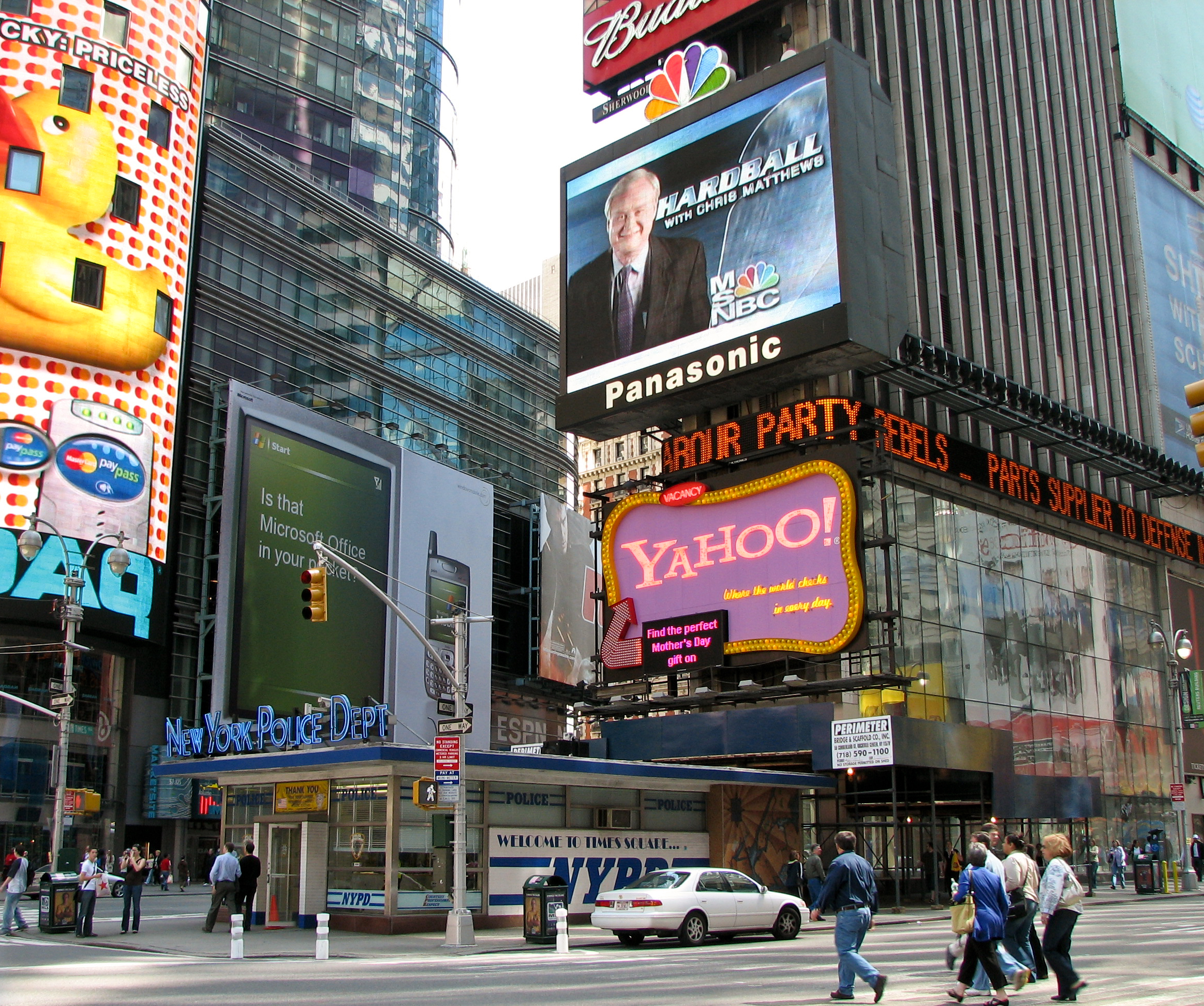
Le nouveau bandeau composé de LED et installé en 1997

Au XXIe siècle le bandeau est devenu un banal news ticker dans un quartier de Times Square où les panneaux d'affichage lumineux sont désormais omniprésents et gigantesques.
À l'hiver 2006, le philosophe américain Marshall Berman écrit que « ce Zipper était l'un des points forts de l 'Amérique de papier, l'Amérique sur laquelle il fallait écrire, que Jack Kerouac a célébrée dans On the Road ». Il écrit également que le nouveau Zipper n'est qu'un pastiche de l'ancien.

## Informations historiques affichées
Le Zipper a affiché de nombreuses informations : gros titres, résultats sportifs, prévisions météo… certaines de ces informations ont un caractère historique.
- 6 novembre 1928 : HOOVER DEFEATS AL SMITH
- 12 avril 1945 : PRESIDENT ROOSEVELT IS DEAD
- 14 août 1945 : ***TRUMAN ANNOUNCES JAPANESE SURRENDER***
- 22 novembre 1963 : PRESIDENT KENNEDY SHOT DEAD IN DALLAS
- 21 juillet 1969 : MAN ON MOON
- 8 août 1974 : NIXON RESIGNS

## Dénomination
Le terme Motograph est formé de moto– d'après le latin motor (« ce qui est en mouvement ») et de –graph d'après le grec γραφειν, graphein (« peindre, dessiner, écrire »).
C'est le nom que l'inventeur américain Thomas Edison avait donné à un dispositif technique de son invention qui était utilisé dans les téléphones. Il désignait également une technique inventée en 1896 par le britannique Walter Symons qui donnait une illusion de mouvement sur des images fixes.
News Bulletin signifie « bulletin d'information » en anglais.